# Ijevan
Ijevan (tiếng Armenia: Իջևան) là một thành phố và là tỉnh lị của tỉnh Tavush, Armenia. Dân số ước tính năm 2011 là 20645 người.

## Khí hậu
| Dữ liệu khí hậu của Ijevan              | Dữ liệu khí hậu của Ijevan | Dữ liệu khí hậu của Ijevan | Dữ liệu khí hậu của Ijevan | Dữ liệu khí hậu của Ijevan | Dữ liệu khí hậu của Ijevan | Dữ liệu khí hậu của Ijevan | Dữ liệu khí hậu của Ijevan | Dữ liệu khí hậu của Ijevan | Dữ liệu khí hậu của Ijevan | Dữ liệu khí hậu của Ijevan | Dữ liệu khí hậu của Ijevan | Dữ liệu khí hậu của Ijevan | Dữ liệu khí hậu của Ijevan |
| Tháng                                   | 1                          | 2                          | 3                          | 4                          | 5                          | 6                          | 7                          | 8                          | 9                          | 10                         | 11                         | 12                         | Năm                        |
| --------------------------------------- | -------------------------- | -------------------------- | -------------------------- | -------------------------- | -------------------------- | -------------------------- | -------------------------- | -------------------------- | -------------------------- | -------------------------- | -------------------------- | -------------------------- | -------------------------- |
| Trung bình ngày tối đa °C (°F)          | 4.9 (40.8)                 | 6.2 (43.2)                 | 11.4 (52.5)                | 18.0 (64.4)                | 23.2 (73.8)                | 27.1 (80.8)                | 30.5 (86.9)                | 29.9 (85.8)                | 25.7 (78.3)                | 19.3 (66.7)                | 12.4 (54.3)                | 6.8 (44.2)                 | 18.0 (64.3)                |
| Trung bình ngày °C (°F)                 | 0.5 (32.9)                 | 1.6 (34.9)                 | 6.1 (43.0)                 | 12.0 (53.6)                | 17.0 (62.6)                | 20.7 (69.3)                | 23.9 (75.0)                | 23.5 (74.3)                | 19.3 (66.7)                | 13.4 (56.1)                | 7.6 (45.7)                 | 2.6 (36.7)                 | 12.4 (54.2)                |
| Tối thiểu trung bình ngày °C (°F)       | −3.8 (25.2)                | −2.9 (26.8)                | 0.9 (33.6)                 | 6.0 (42.8)                 | 10.8 (51.4)                | 14.4 (57.9)                | 17.4 (63.3)                | 17.1 (62.8)                | 12.9 (55.2)                | 7.6 (45.7)                 | 2.8 (37.0)                 | −1.6 (29.1)                | 6.8 (44.2)                 |
| Lượng Giáng thủy trung bình mm (inches) | 17 (0.7)                   | 24 (0.9)                   | 33 (1.3)                   | 46 (1.8)                   | 72 (2.8)                   | 62 (2.4)                   | 36 (1.4)                   | 31 (1.2)                   | 28 (1.1)                   | 36 (1.4)                   | 27 (1.1)                   | 17 (0.7)                   | 429 (16.8)                 |
| Nguồn: Climate-Data.org                 |                            |                            |                            |                            |                            |                            |                            |                            |                            |                            |                            |                            |                            |

## Thành phố kết nghĩa
Ijevan kết nghĩa với:
- Kostroma, Nga (2014)
- Valence, Pháp (1996)

## Người nổi tiếng
- Grigor Jaghetyan, cựu Bộ trưởng Bộ Tài chính của Đệ nhất Cộng hòa Armenia[5][6]
- Garnik Avalyan, cựu thành viên của đội tuyển bóng đá quốc gia Armenia
- Nikol Pashinyan, Thủ tướng Armenia[7]